# 日活院線
日活院線是1980年代中至1990年代初香港的一條專門播放色情電影的電影院院線，與巨人院線、奧斯卡院線合稱「香港3大色情院線」。
院線的電影來自歐洲、美洲、台灣、日本，亦有香港製的電影，而多數放映日本的電影。日活院線電影映影期一般為1至2星期，影期內每天在特定時間放映1齣電影。每天在主要報章如東方日報、天天日報刊登廣告與放映時間表，與當時大部份的院線一樣。日活的電影廣告內常有女演員的裸照，為配合報章尺度加上黑色五角星或黑色比堅尼泳衣。
日活院線通常不使用電影的原來標題，而以電影內容另起一個新標題，通常以廣東話諧音、暗示等技巧達到謫要、詼諧、意淫的效果，亦會在海報登上打油詩，手法與用意與標題相同。
1990年代起，隨著影音光碟的價格下降、版權意識低落、互聯網普及、盜版猖獗，入座率大幅下降。曾推出成人熱線；1990年代末與收費電視頻道合作；推出1張戲票1天內無限次進場以吸引觀眾，其口號「一張票，睇到笑」成為佳話；播放影音光碟、數碼多功能影音光碟，以節省放映底片的成本。隨著2011年官涌戲院結業，日活院線亦全線結業。其後部份戲院組成「巨人院線」，繼續播放色情電影。

## 院線成員

### 香港島
- 帝后戲院（田灣石排灣道）
- 金明戲院（西灣河太安樓）

### 九龍
- 彩鳳戲院（牛頭角得寶花園）
- 帝國戲院（牛頭角振華道）
- 油麻地戲院（油麻地窩打老道）
- 明月戲院（馬坑涌道明月大廈）
- 官涌戲院（官涌街）
- 南昌戲院（石硤尾南昌街）
- 太子戲院（西洋菜北街）

### 新界
- 大光明戲院（荃灣）
- 翠鳳戲院（沙田翠華花園）
- 新城戲院（屯門）
- 金花戲院（上葵涌）
- 粉嶺戲院（粉嶺）
- 星輝戲院（大埔榮暉花園）